# Agonum languidum
Agonum languidum är en skalbaggsart som beskrevs av Horn. Agonum languidum ingår i släktet Agonum och familjen jordlöpare. Inga underarter finns listade i Catalogue of Life.